# FC Corner
FC Corner är en svensk fotbollsklubb som bildades 2000 i Lidköping och spelar sina hemmamatcher på Stenporten Arena i Lidköping. År 2000 samlade krögaren Jan Frithz från krogen Corner i Lidköping ett kompisgäng för att åka till Göteborg för att spela en pub-turnering. Väl på plats bestämde sig Jan för att försöka starta en klubb och ett år senare deltog FC Corner i seriespelet. 
Säsongen 2015 spelar herrlaget i division 5.